# Туйемойнак (Костанайская область)
Туйемойнак (каз. Түйемойнақ) — село в Джангельдинском районе Костанайской области Казахстана. Входит в состав Акшиганакского сельского округа. Код КАТО — 394237500.

## Население
В 1999 году население села составляло 231 человек (120 мужчин и 111 женщин). По данным переписи 2009 года, в селе проживали 183 человека (84 мужчины и 99 женщин).